# 沙治奧·艾斯古迪路 (1988年)
沙治奧·阿列尔·艾斯古迪路（日語：エスクデロ・セルヒオ，1988年9月1日—）於西班牙格拉納達出生，是一名西班牙裔日本職業足球員。現在，艾斯古迪路為中國足球超級聯賽球會江蘇舜天效力。

## 生平
艾斯古迪路的家族都是足球員，父親和叔叔都是一名足球員。而艾斯古迪路的雙親都是從西班牙遷移到阿根廷居住的西班牙人後裔，可是父母卻決定於西班牙分娩。因此，當艾斯古迪路出生時已經擁有了雙重的國籍。(因為父母是阿根廷公民，而有了阿根廷的國籍。)
當艾斯古迪路還只有三歲時，由於父親轉到日本效力當地球會，而艾斯古迪路亦跟隨父親前往。五年後，艾斯古迪路回到阿根廷並加盟當地著名球會沙士菲的青年軍，正式開始其足球生涯。另外，艾斯古迪路亦曾經被阿根廷國家足球隊徵召，到15歲以下國家隊訓練營中習訓。
2001年，艾斯古迪路回到了日本，先加盟了柏雷素爾青年隊，然後再加盟浦和紅鑽青年隊，並且於2005年被提升上一隊，正式開始其職業足球生涯。2005年4月15日浦和紅鑽對新潟天鵝的比賽中，艾斯古迪路首次被派上陣，當時他只有16歲8個月零21日。成為浦和紅鑽史上最年輕的球員上陣，在J聯賽中亦僅次森本貴幸。2006年德甲頂級球會史特加曾經向浦和紅鑽提出收購艾斯古迪路，可是被浦和紅鑽斷然拒絕。
2007年6月11日，他正式申請轉換國籍為日本，並希望得到日本國家足球隊的徵召，參加於加拿大舉行的2007年世界青年足球錦標賽，可是，球隊在艾斯古迪路成功轉籍之前已經需要遞交球員名單，而艾斯古迪路亦因此而落選。2008年5月15日，艾斯古迪路入選了國家隊於土倫盃出戰的大軍中，這次也是艾斯古迪路第一次獲得日本國家足球隊的徵召。在對科特迪瓦之戰，更取得了自己首個代表隊入球。
艾斯古迪路亦極力尋求參加2008年奧運會的機會，並承諾一旦入選，便會改一個日本名字—「競飛王」。可惜於2008年7月公布的國奧隊名單中，艾斯古迪路再次落選，無緣北京奧運。
2015年2月25日，江苏国信舜天宣布与埃斯库德罗签约，合同期两年。

## 榮譽及獎勵

### 球隊
- J聯賽 冠軍:2006
- 天皇盃 冠軍:2005, 2006
- 日本超級盃 冠軍: 2006

## 外部連結
- （日語） 個人資料
- （英文） fussballD21與艾斯古迪路的訪問 （页面存档备份，存于）